# 샤마르 니컬슨
샤마르 아마로 니컬슨(영어: Shamar Amaro Nicholson, 1997년 5월 16일 ~ )은 자메이카의 프로 축구 선수로, 리가 MX 클럽 티후아나와 자메이카 국가대표팀에서 공격수로 활약하고 있다.

## 구단 경력

### 돔잘레
2017년 9월, 니컬슨은 슬로베니아 클럽 돔잘레와 계약했다. 그는 결국 리그 경기 47경기에 출전해 18골을 넣었다.

### 샤를루아
니컬슨은 2019년 8월, 벨기에 클럽 샤를루아에 입단하여 4년 계약을 체결했다. 2021년 이적하기 전 니컬슨은 샤를루아에서 다른 어떤 클럽보다 더 많은 리그 경기에 출전했다. 그는 대회에서 30골을 넣었다.

### 스파르타크 모스크바
2021년 12월 21일, 니컬슨은 러시아 프리미어리그 클럽 스파르타크 모스크바와 4년 반 계약을 체결했다. 그는 2022년 3월 2일, 쿠반 크라스노다르와의 컵 경기에서 6-1로 승리한 두 번째 경기에서 첫 해트트릭을 기록했다. 또한 그 시즌에는 러시아 컵에서도 디나모 모스크바를 상대로 2-1로 승리하며 우승을 차지했다.
2023년 9월, 니컬슨은 리그 1의 클레르몽으로 임대 이적했다.
니컬슨과 스파르타크의 계약은 2025년 2월 2일, 상호 합의에 의해 종료되었다.

### 티후아나
2025년 2월 5일, 니컬슨은 멕시코에서 티후아나와 계약을 체결했다.

## 국가대표팀 경력
니컬슨은 2015년 CONCACAF U-20 챔피언십에서 자메이카 U-20 국가대표팀으로 활약했다.
그는 2017년 2월에 자메이카 국가대표팀에 데뷔했다. 니컬슨은 2019년 6월 5일, 미국과의 친선 경기에서 자메이카 국가대표팀으로 첫 골을 넣었다.